# Vítězný oblouk (Paříž)
Vítězný oblouk v Paříži (celým francouzským názvem Arc de Triomphe de l'Étoile nebo jen Arc de Triomphe) je vítězný oblouk v klasicistním stylu, který dal postavit Napoleon Bonaparte na paměť svého vítězství v bitvě u Slavkova. Oblouk byl vybudován v letech 1806–1836 a stojí uprostřed náměstí Place Charles-de-Gaulle (dříve Place de l'Étoile) na západním konci slavného pařížského bulváru Avenue des Champs-Élysées. Uvnitř stavby je malé muzeum zaměřené na historii objektu. Každý rok u oblouku bývá ukončen cyklistický závod Tour de France. Přístup k památníku je podzemní chodbou. Na jeho střeše je veřejně přístupná vyhlídková terasa. Byl inspirací pro Dianin chrám ve Valticích.

## Historie

Place Charles-de-Gaulle (dříve Place de l'Étoile)

Stavbu nařídil císař Napoleon Bonaparte v roce 1806 po vítězné bitvě u Slavkova. Stavbou byli pověřeni architekti Jean-François Chalgrin a Jean-Arnaud Raymond, kteří se však nemohli shodnout na koncepci a přednost dostal Chalgrinův projekt. Základní kámen byl položen 15. srpna 1806. Samotné vyhloubení základů si vyžádalo 2 roky stavebních prací. Když v roce 1810 přijel Napoleon se svou nevěstou arcivévodkyní Marií Luisou do Paříže, byly pilíře oblouku teprve ve výšce asi jeden metr. Byla proto postavena dřevěná maketa kompletního oblouku. Dne 21. ledna 1811 zemřel architekt Chalgrin a po osmi dnech i jeho konkurent Raymond. I přes pozdější Napoleonovy neúspěchy (ruské tažení v roce 1812, koaliční vojska ve Francii 1814) byla stavba dokončena až k obloukům. Ovšem během restaurace Bourbonů byla stavba přerušena.
Ludvík XVIII. obnovil stavbu až v roce 1824 a postupně se na ní podíleli architekti Louis-Robert Goust, Jean-Nicolas Huyot a Héricart de Thury. V roce 1830 král Ludvík Filip a ministerský předseda Adolphe Thiers rozhodli o sochařské výzdobě oblouku, která měla zahrnovat úspěchy francouzské armády z let 1792–1815. Oblouk byl definitivně dokončen v letech 1832–36 a slavnostně pak otevřen 29. července 1836 u příležitosti 6. výročí Červencové revoluce.
Dne 6. února 1896 byla stavba zapsána mezi historické památky.

## Architektura
Autorem návrhu byl architekt Jean-François Chalgrin (1739–1811). Monument je 51 m vysoký, 45 m široký a 22 m hluboký. Výška hlavních oblouků je 29,19 m a rozpětí 14,62 m. Menší, boční oblouky mají výšku 18,68 m a rozpětí 8,44 m. Než byl překonán podobnými stavbami v Mexiku a KLDR, jednalo se o největší vítězný oblouk na světě.
Stavba je zdobená čtyřmi hlavními sousošími na přední a zadní straně oblouku:
- Odjezd dobrovolníků 1792, autor François Rude
- Triumf 1810, Jean-Pierre Cortot
- Odpor 1814, Antoine Étex
- Mír 1815, Antoine Étex

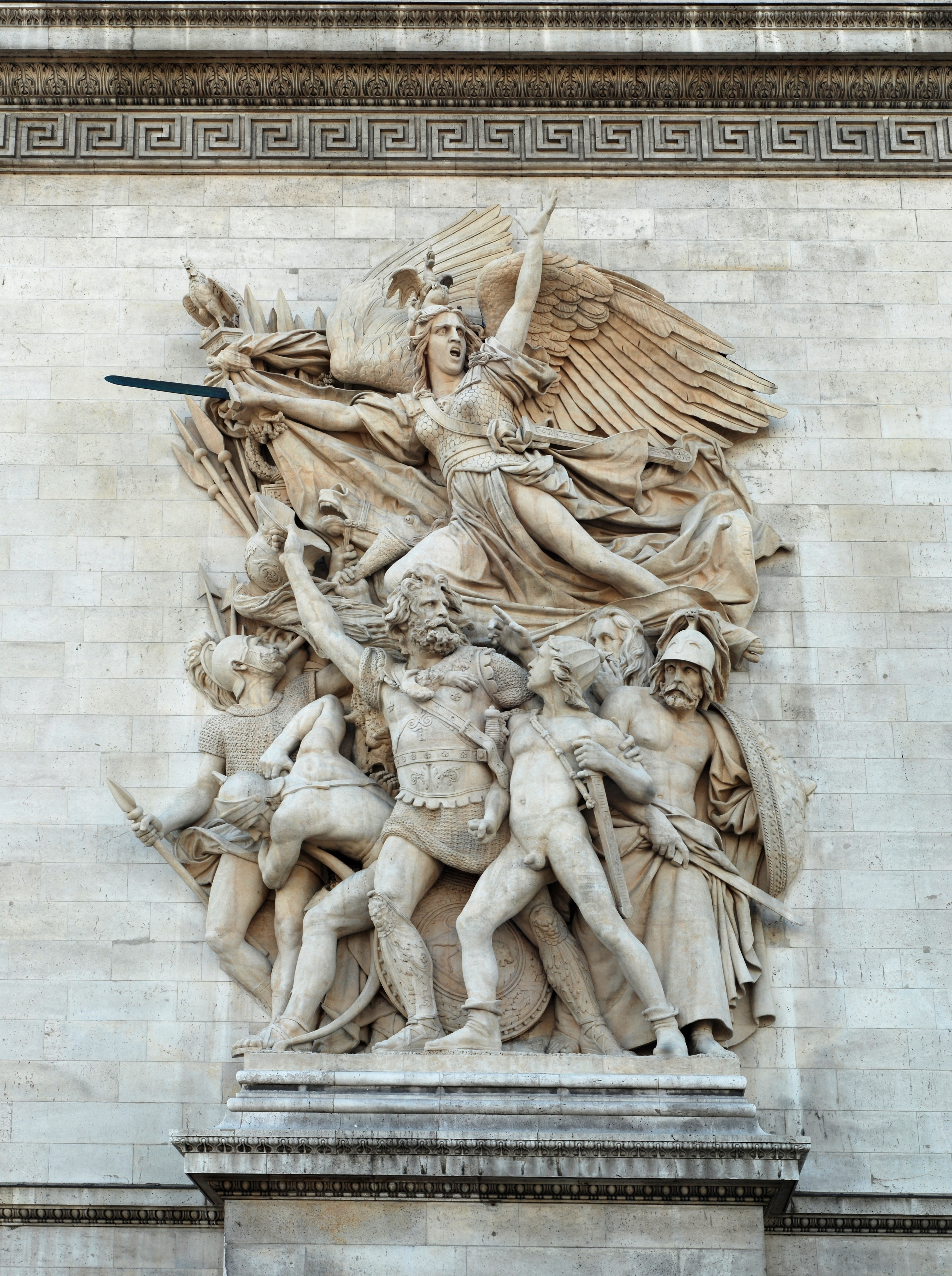
Odjezd dobrovolníků 1792
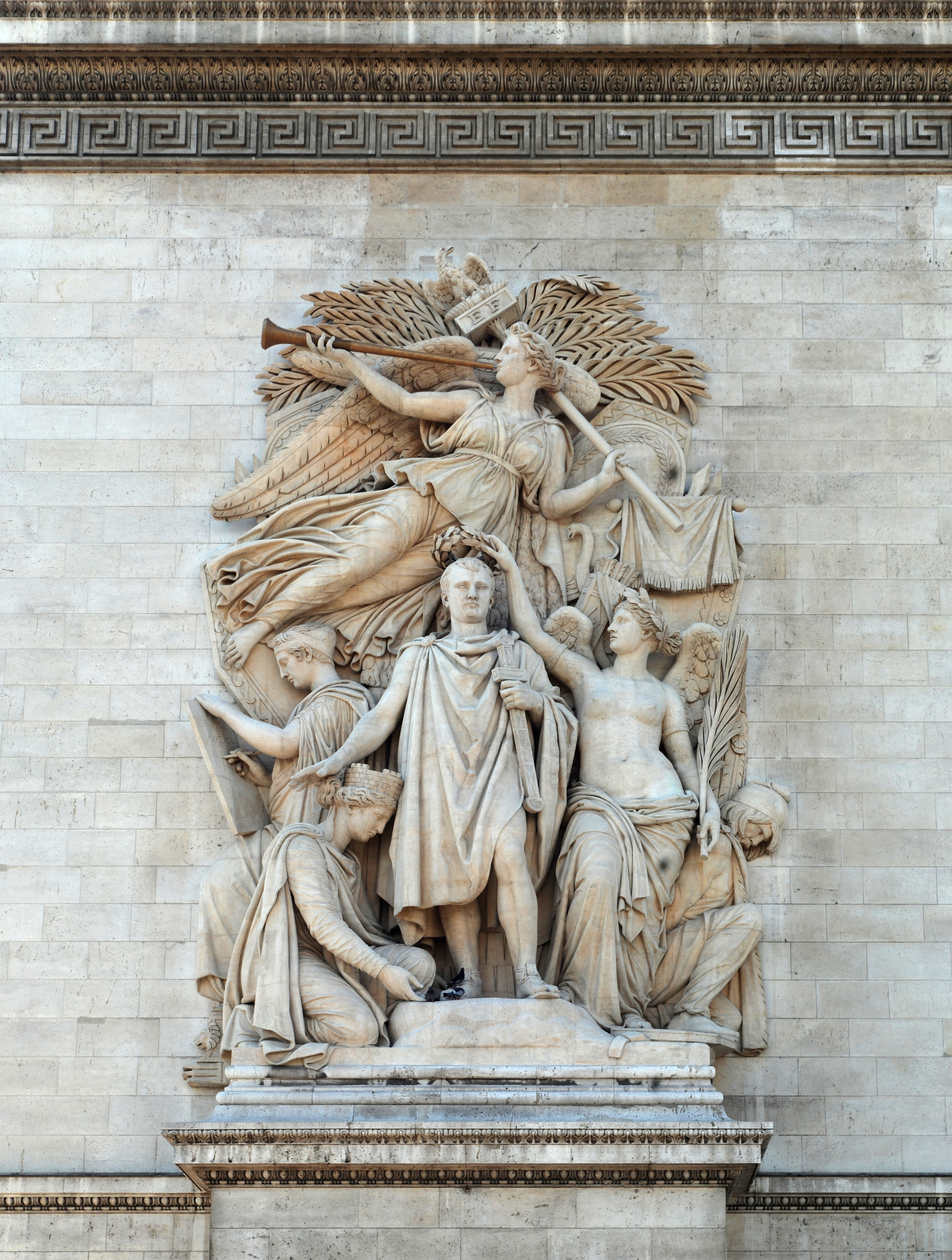
Triumf 1810
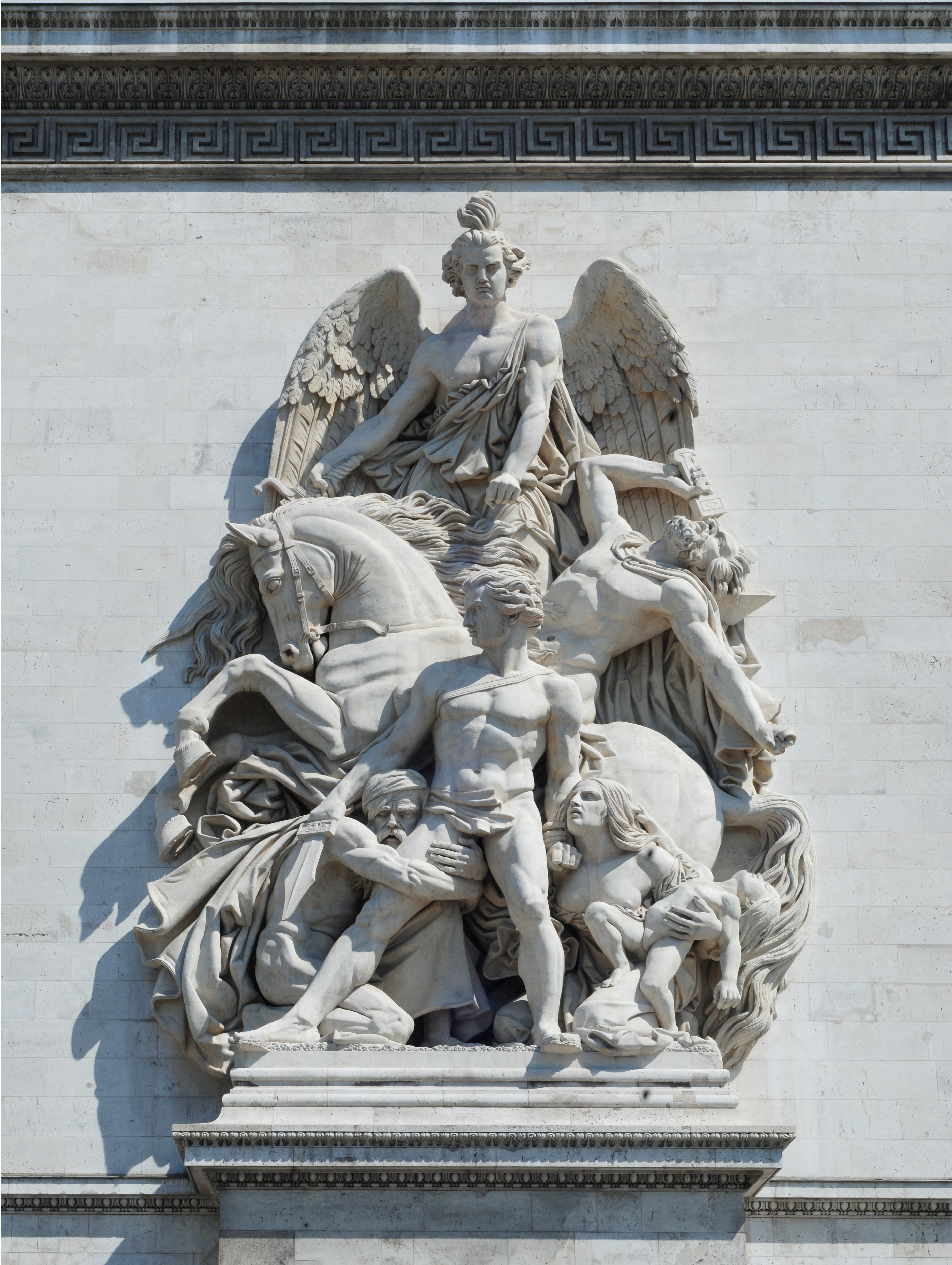
Odpor 1814
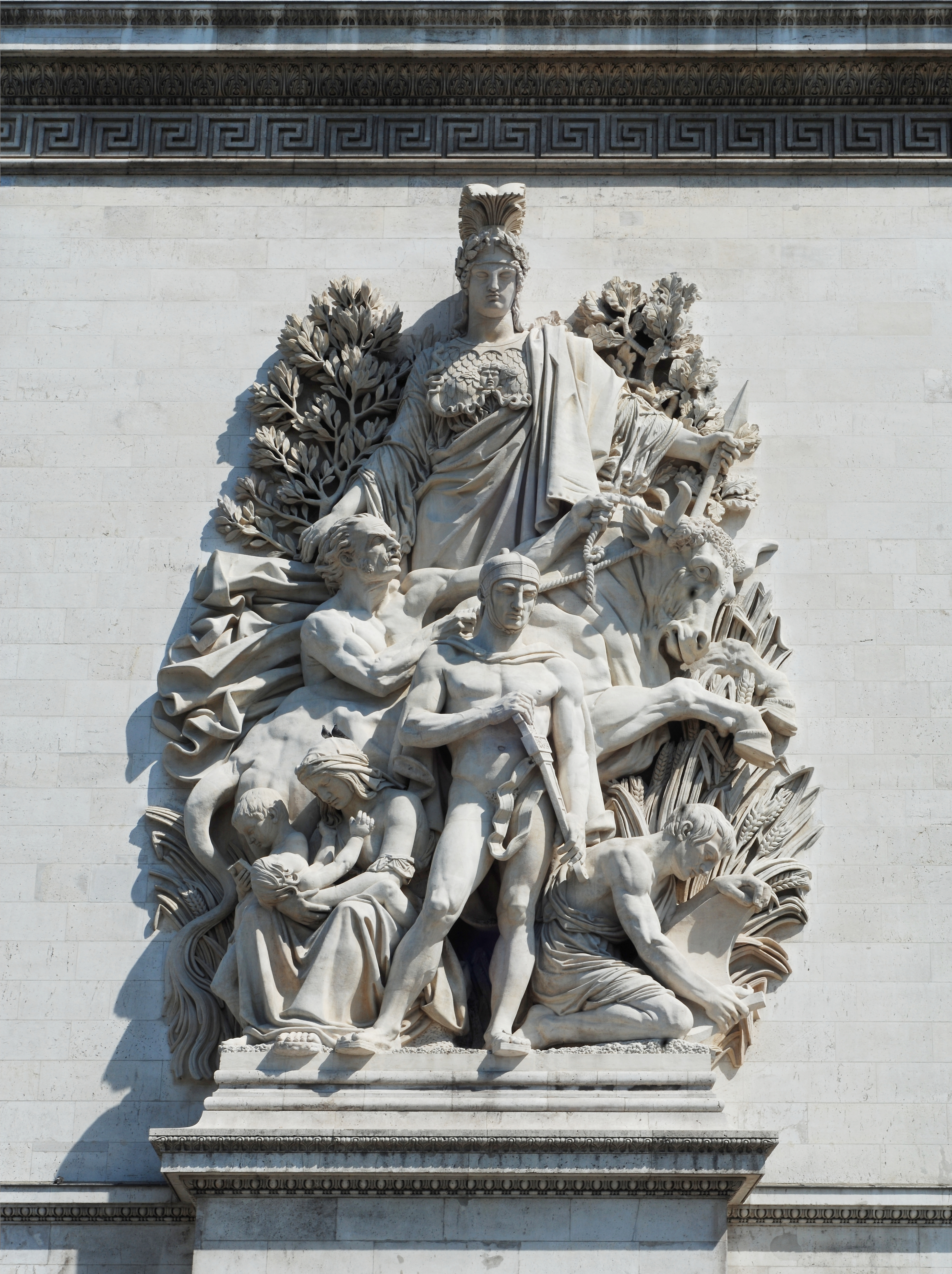
Mír 1815

Dalších šest basreliéfů je umístěno na všech čtyřech stranách v horní části stavby:
- Pohřeb generála Marceaua 21. září 1796, autor Henri Lemaire (jižní strana vpravo)
- Bitva u Abúkíru 25. července 1799, Bernard Seurre (jižní strana vlevo)
- Bitva u Jemappes 6. listopadu 1792, Carlo Marochetti (východní strana)
- Přechod přes most v Arcole 15. listopadu 1796, Jean-Jacques Feuchère (severní strana vpravo)
- Dobytí Alexandrie 3. července 1798, John-Étienne Chaponnière (severní strana vlevo)
- Bitva u Slavkova 2. prosince 1805, Théodore Gechter (západní strana)

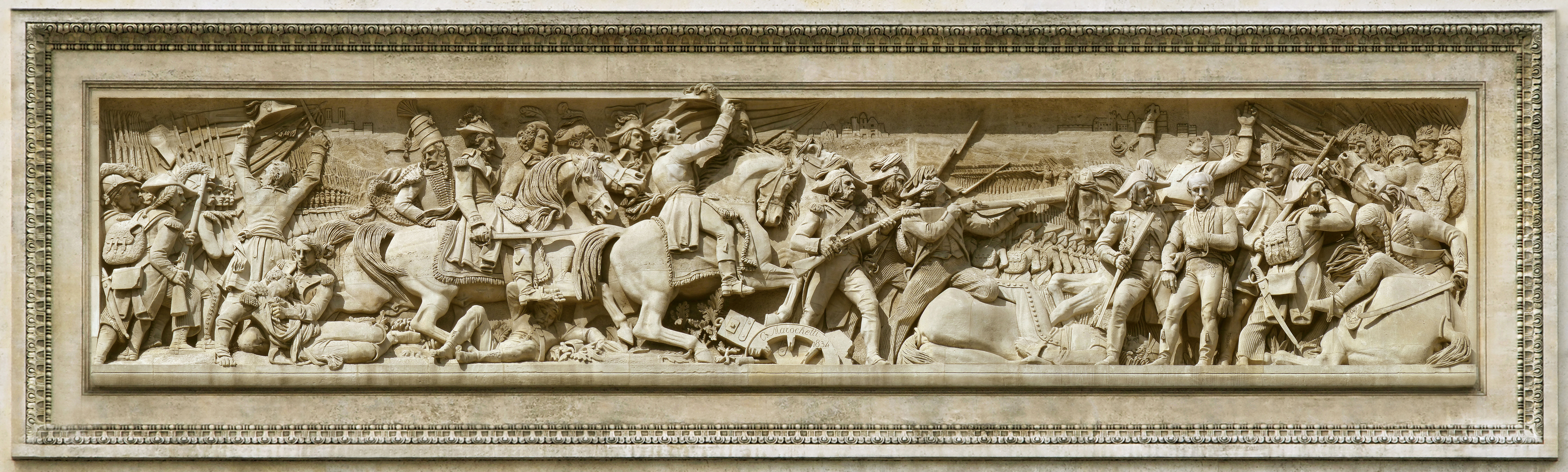
Bitva u Jemappes
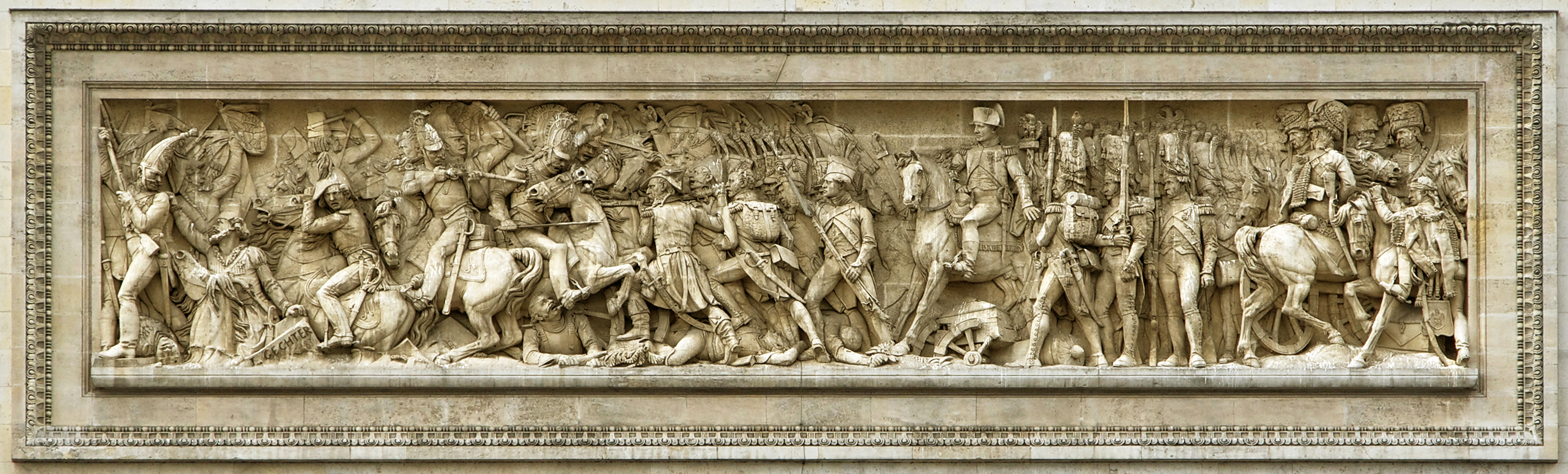
Bitva u Slavkova

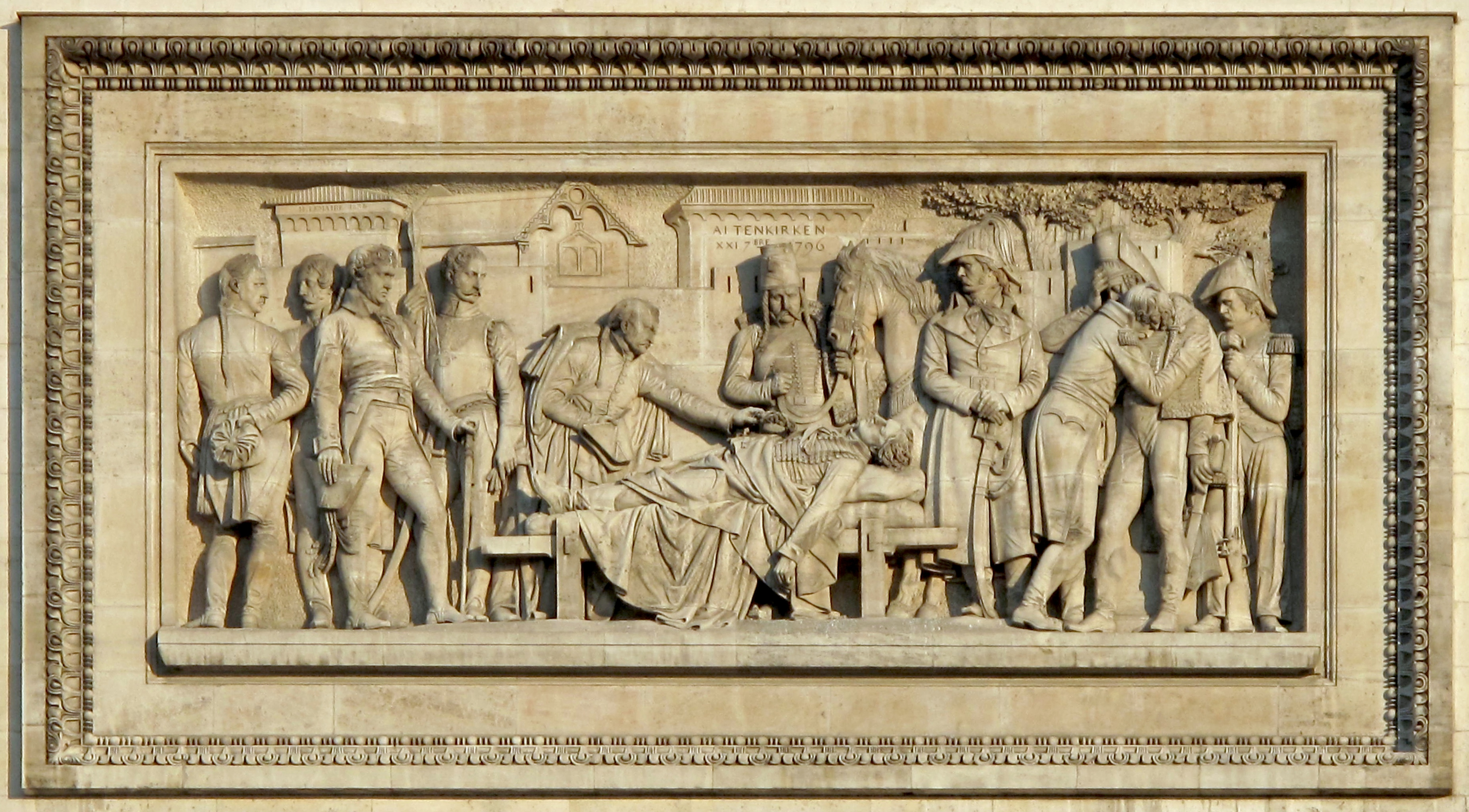
Pohřeb generála Marceaua
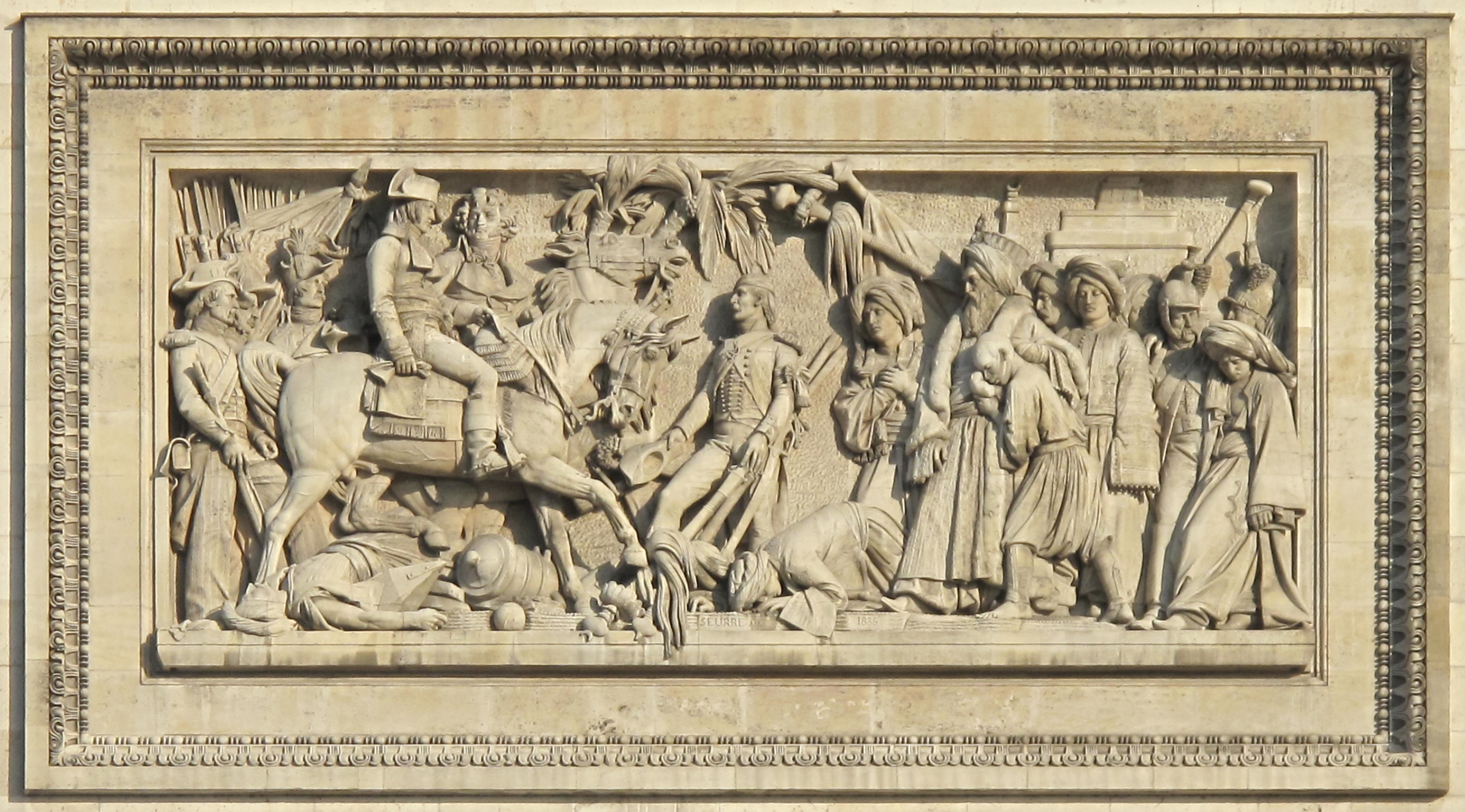
Bitva u Abúkíru
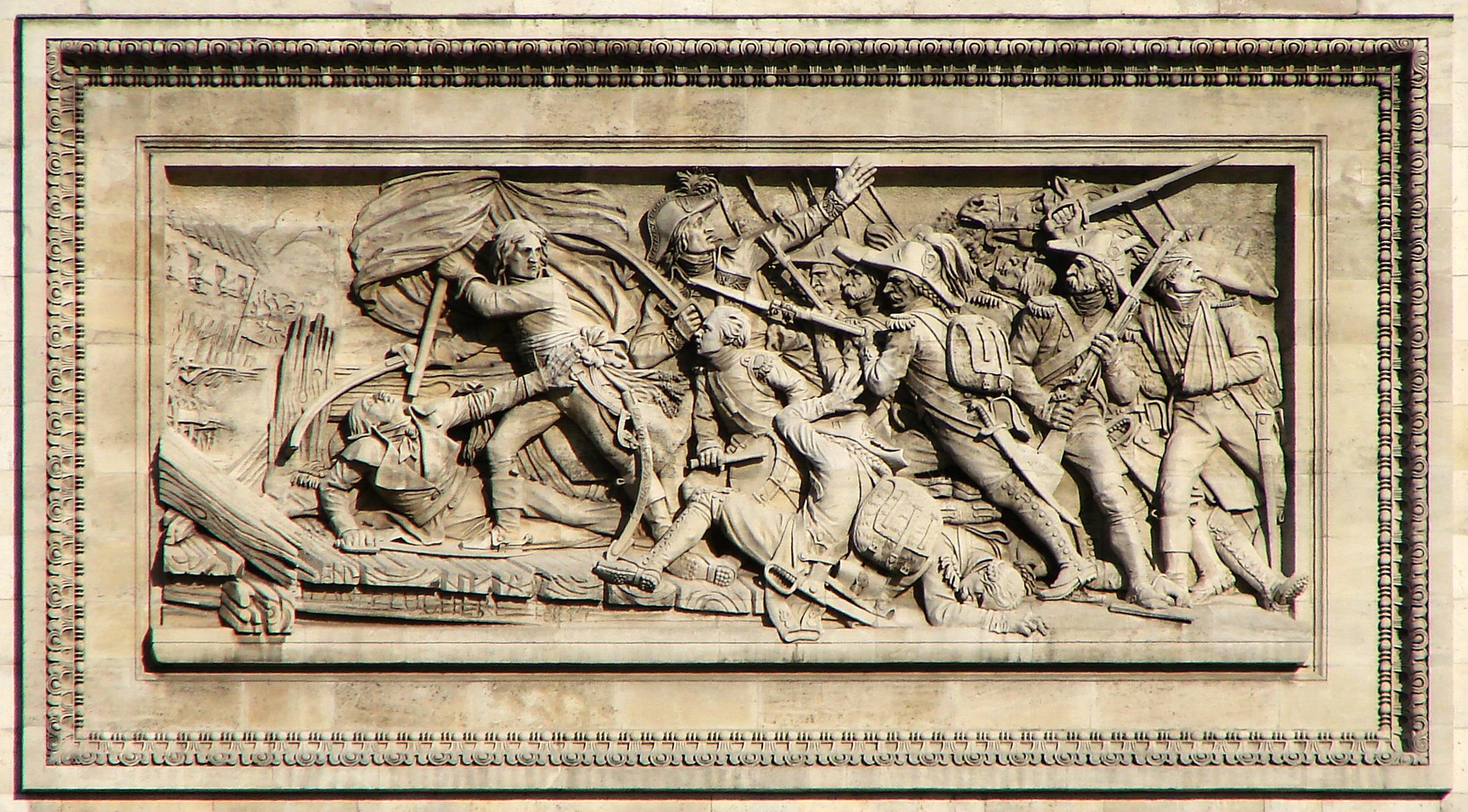
Přechod přes most v Arcole
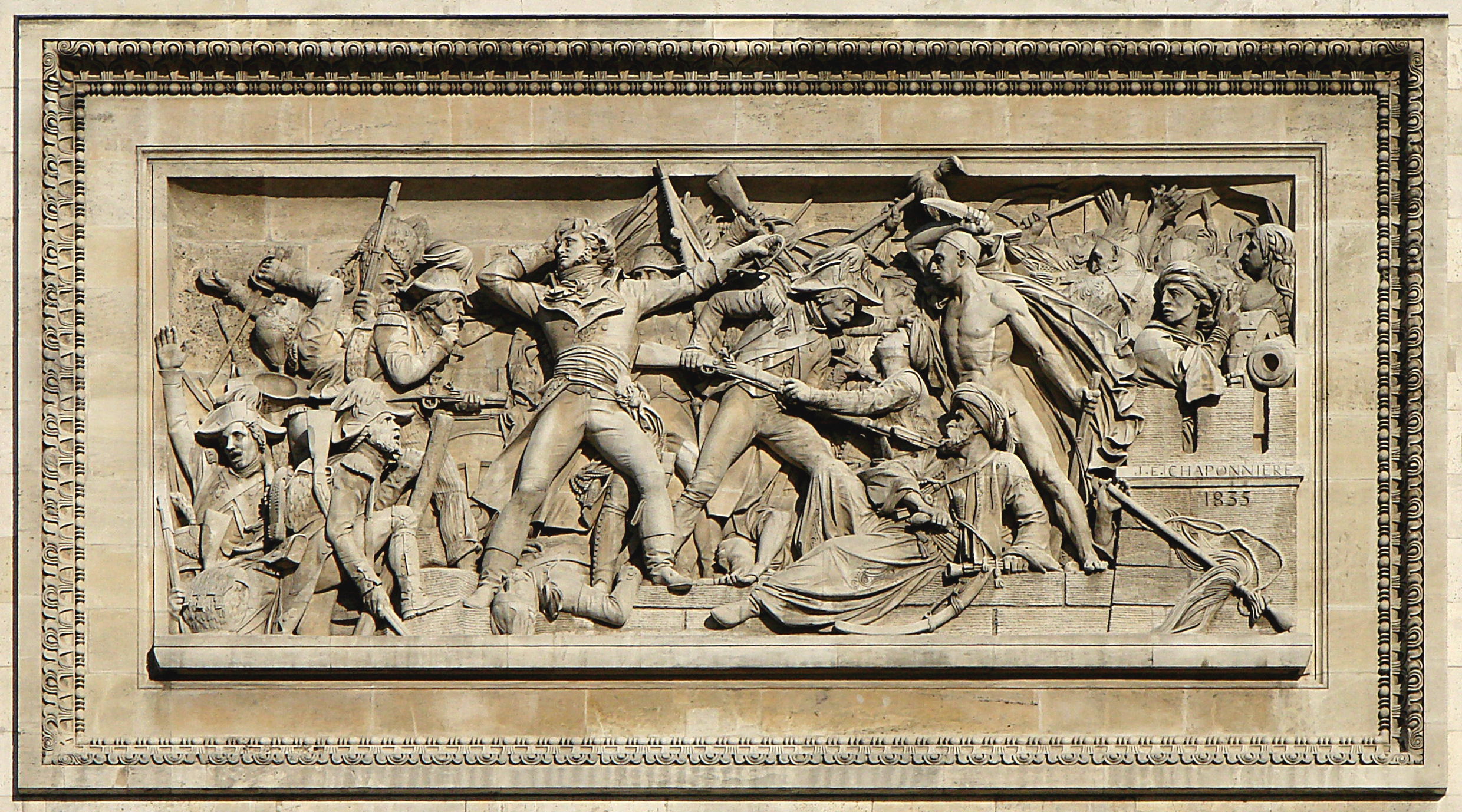
Dobytí Alexandrie

Atika je zdobená 30 štíty, které se střídají s gladii. Na štítech jsou vyrytá jména bitev v revolučních a napoleonských válkách: Valmy, Jemappes, Fleurus, Montenotte, Lodi, Castiglione, Rivoli, Arcole, Pyramidy, Abukir, Alkmaar, Zurich, Heliopolis, Marengo, Hohenlinden, Ulm, Slavkov, Jena, Friedland, Somosierra, Essling, Wagram, Moskva, Lützen, Budyšín, Drážďany, Hanau, Montmirail, Montereau a Ligny.

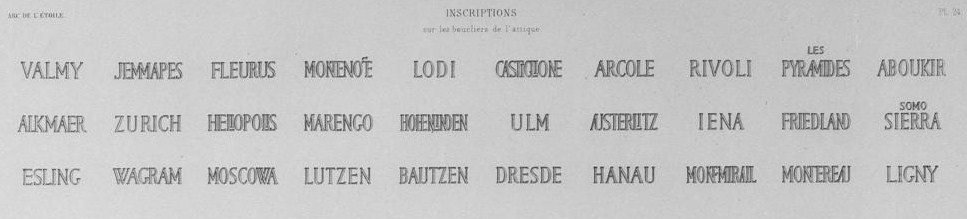

Basreliéfy na vlysu hlavního kladí podél celé stavby představují Odjezd armády (Joseph-Silvestre Brun, Georges Jacquot a Laité) a Návrat armády (Louis-Denis Caillouette, François Rude a Bernard Seurre).
Velké arkády jsou po horních stranách zdobeny alegorickými postavami představujícími postavy z římské mytologie (autor James Pradier). Na vnitřní straně pilířů velkých arkád jsou vyrytá jména významných bitev revolučních a napoleonských válek.

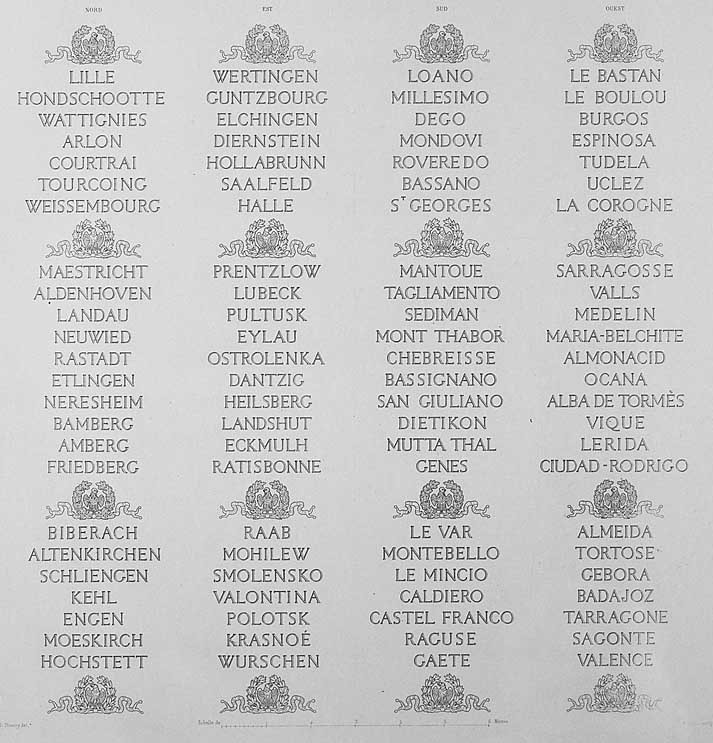

Malé arkády jsou zdobeny rovněž alegoriemi představujícími pěchotu (autor Théophile Bra), jezdectvo (Achille Valois), dělostřelectvo (Joseph De Bay) a námořnictvo (Charles Émile Seurre). 

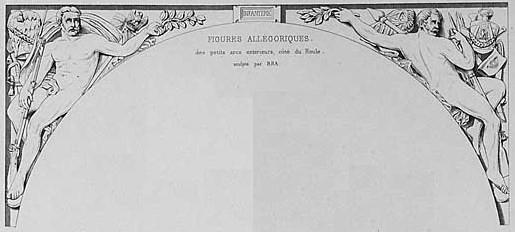
Pěchota
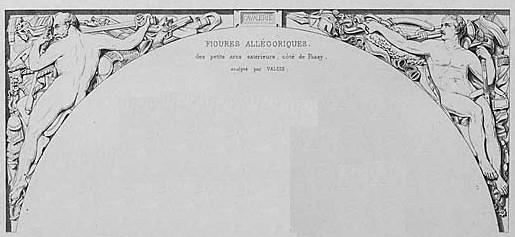
Jezdectvo
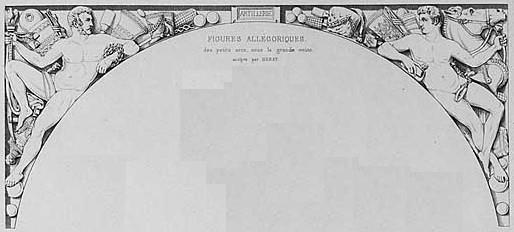
Dělostřelectvo
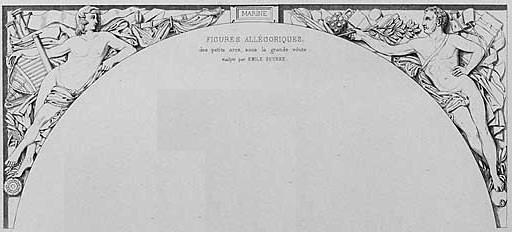
Námořnictvo

Na vnitřních stěnách malých arkád jsou vyryta jména vojenských osobností, většinou generály, kteří sloužili během První republiky a Prvního císařství. Jména těch, kteří padli v bitvách, jsou podtržena.

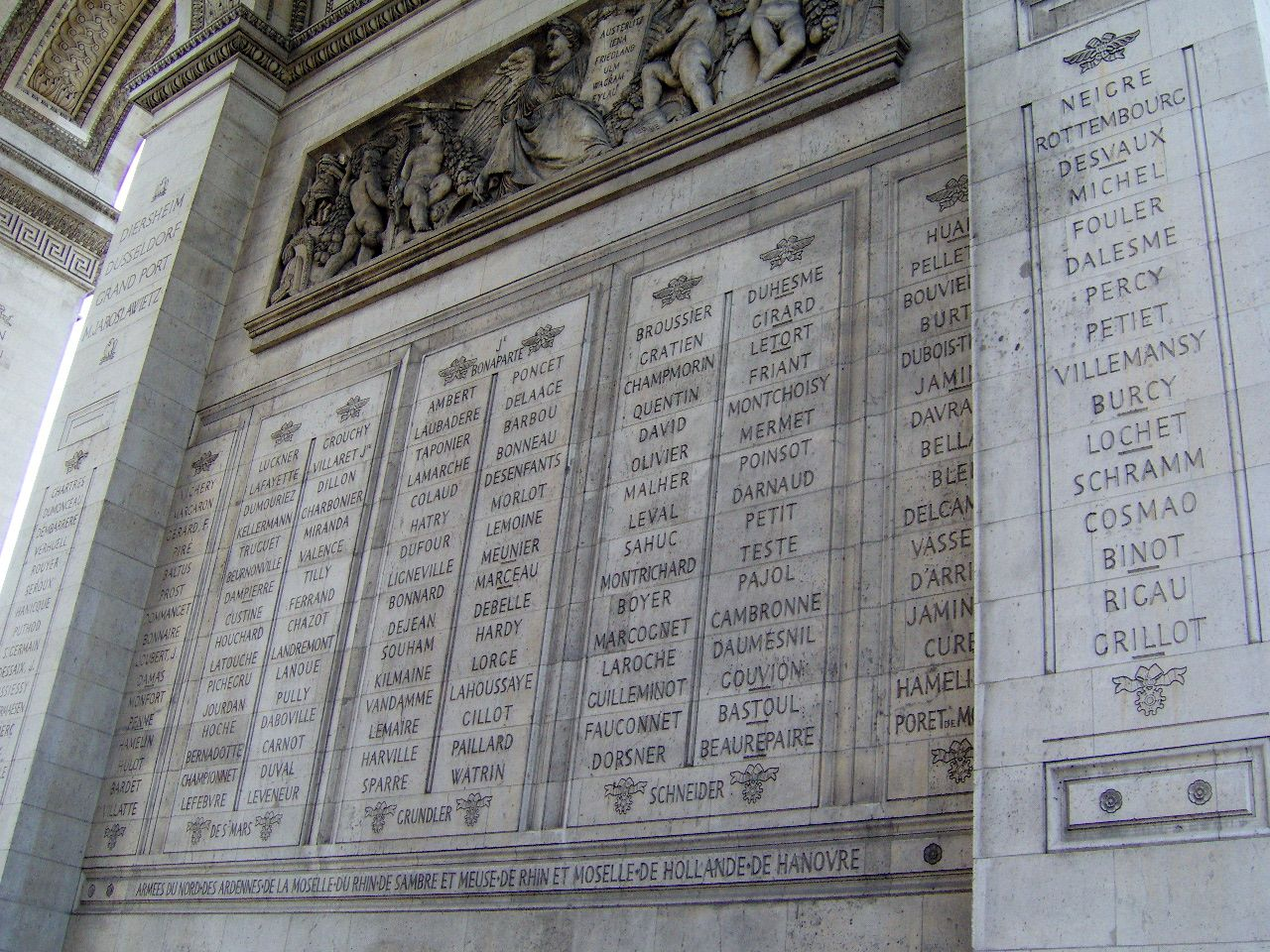
Severní pilíř
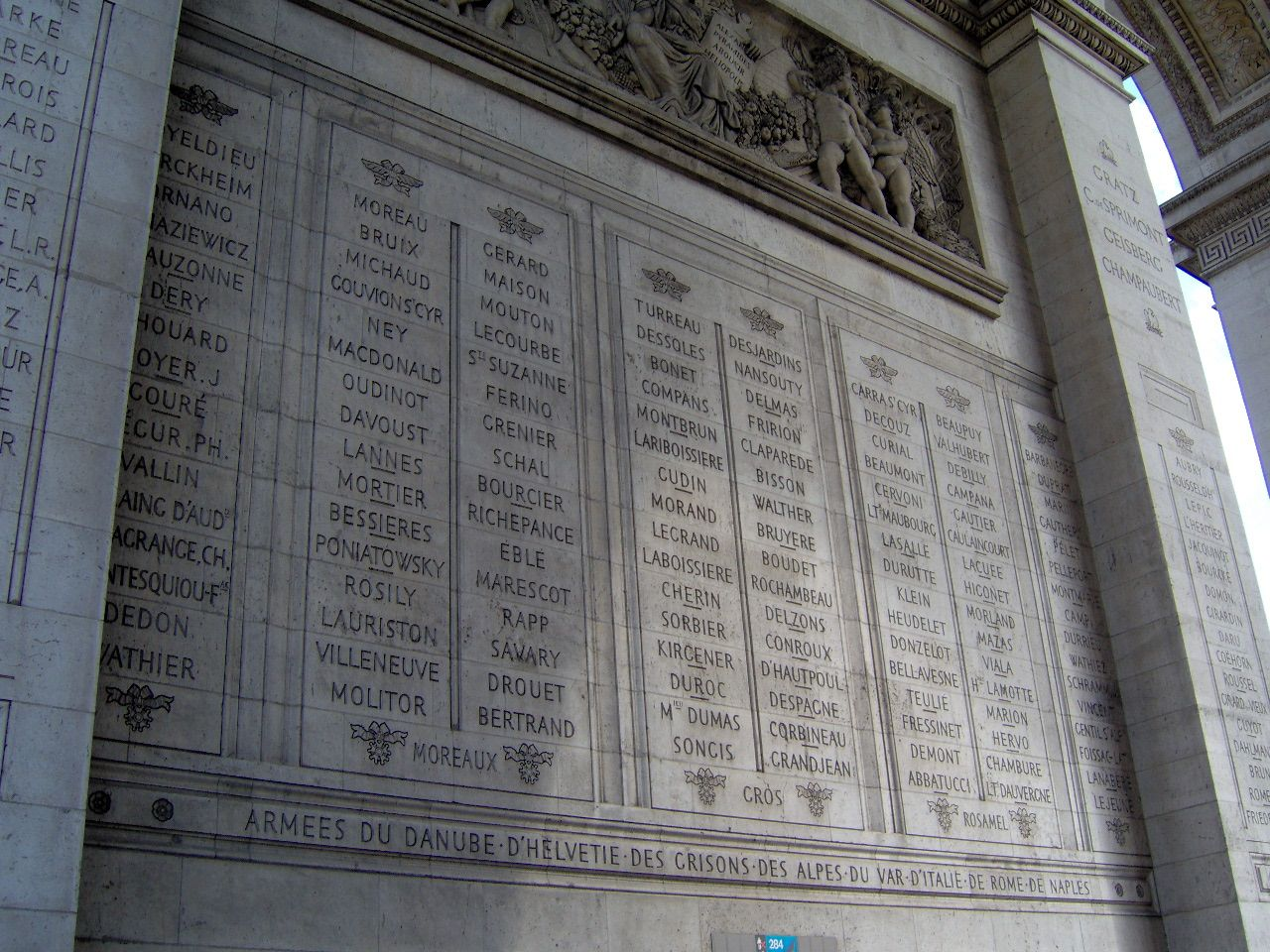
Východní pilíř
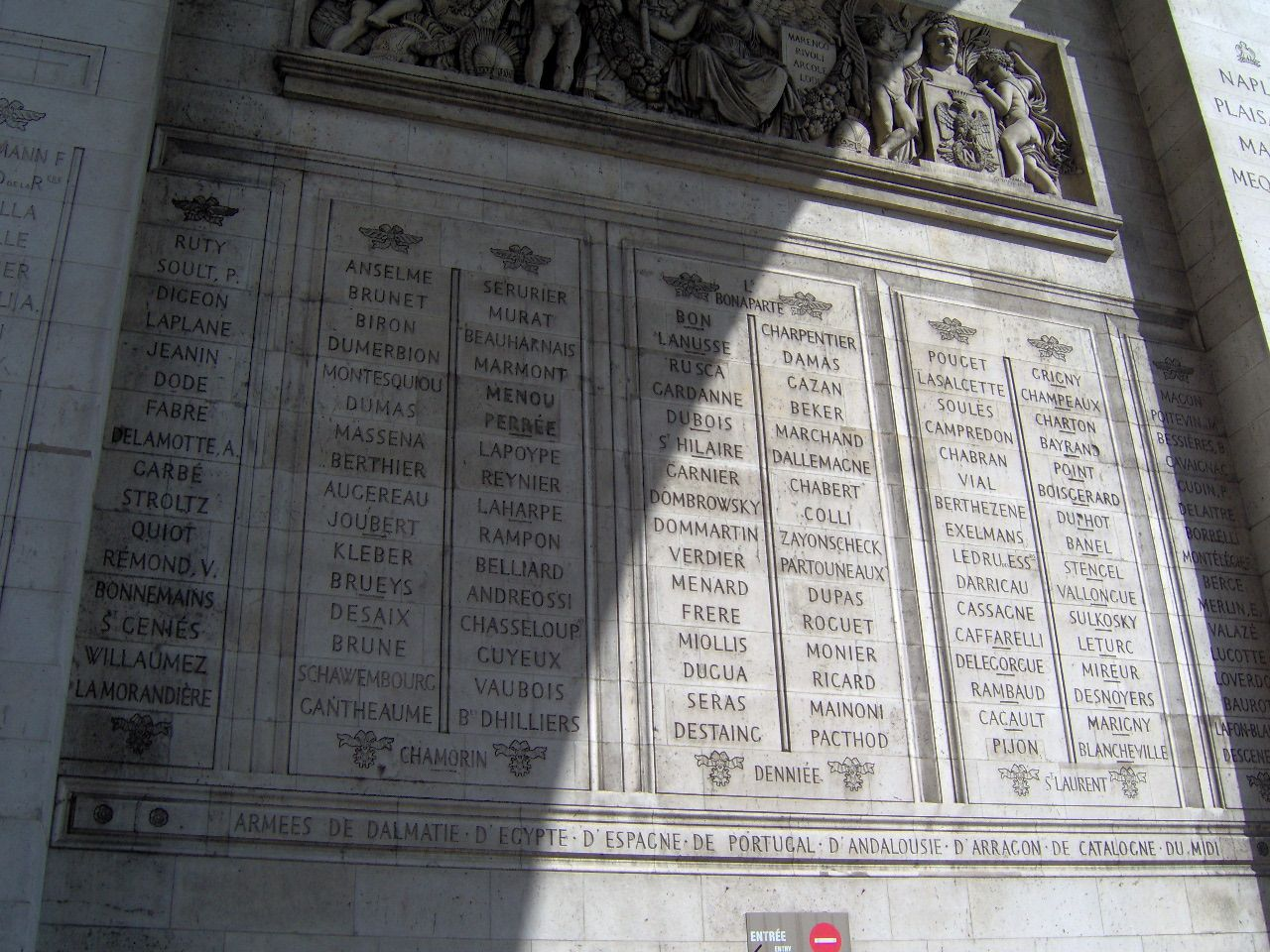
Jižní pilíř
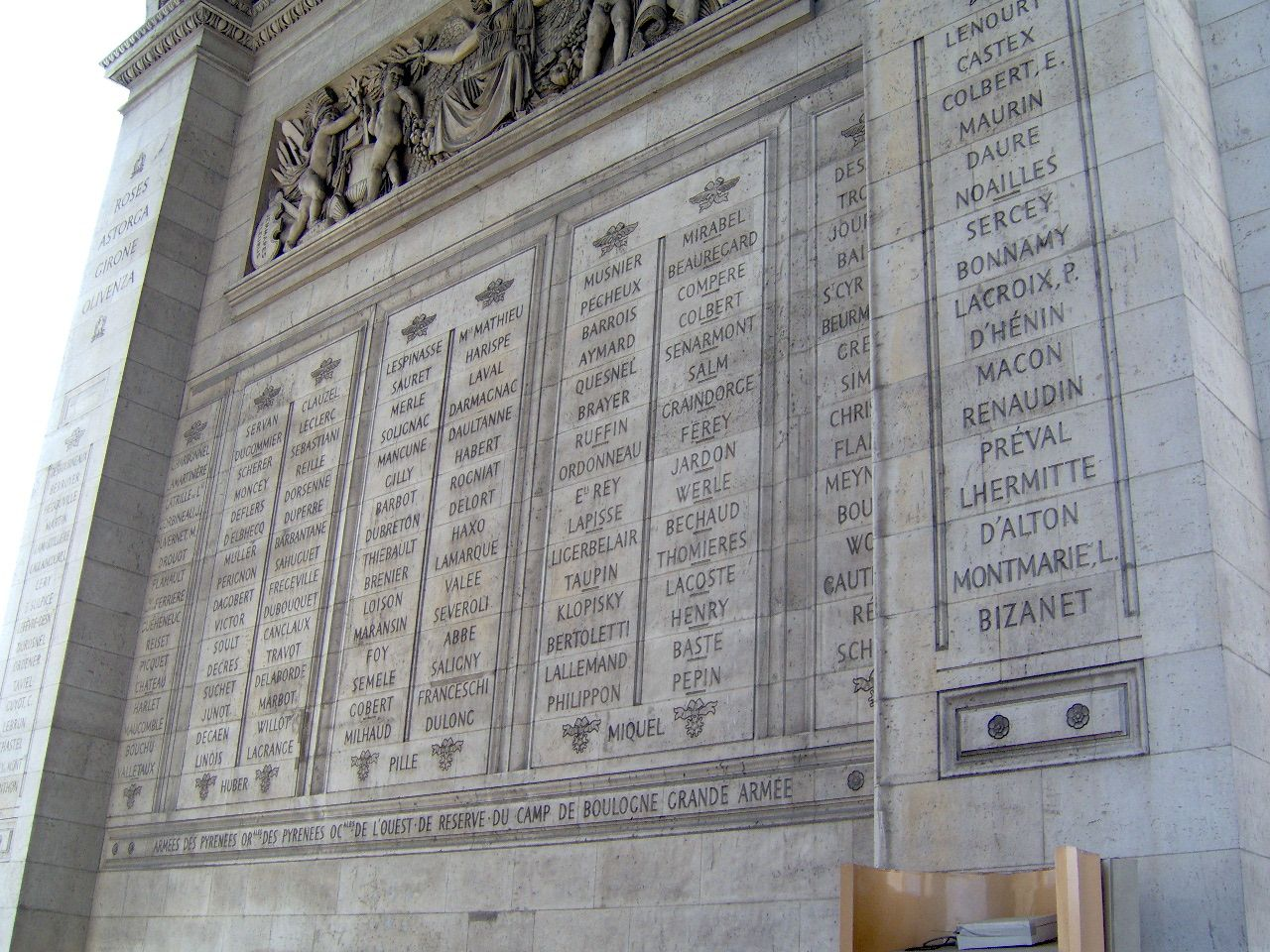
Západní pilíř

Čtyři basreliéfy nacházející se nad jmény vojenských osobností symbolizují slavné bitvy:
- Vítězné odznaky na severu (autor François Joseph Bosio) – scény z bitev u Slavkova, Jeny, Friedlandu, Ulmu, Wagramu a Jílového
- Vítězné odznaky na východě (Jacques-François Valcher) – scény z bitev u Alexandrie, Pyramid, Abukiru a Héliopolisu
- Vítězné odznaky na jihu (Antoine-François Gérard) – scény z bitev u Marenga, Rivoli, Arcole a Lodi
- Vítězné odznaky na západě (Jean-Joseph Espercieux) – scény z bitev u Jemmapes a Fleurus

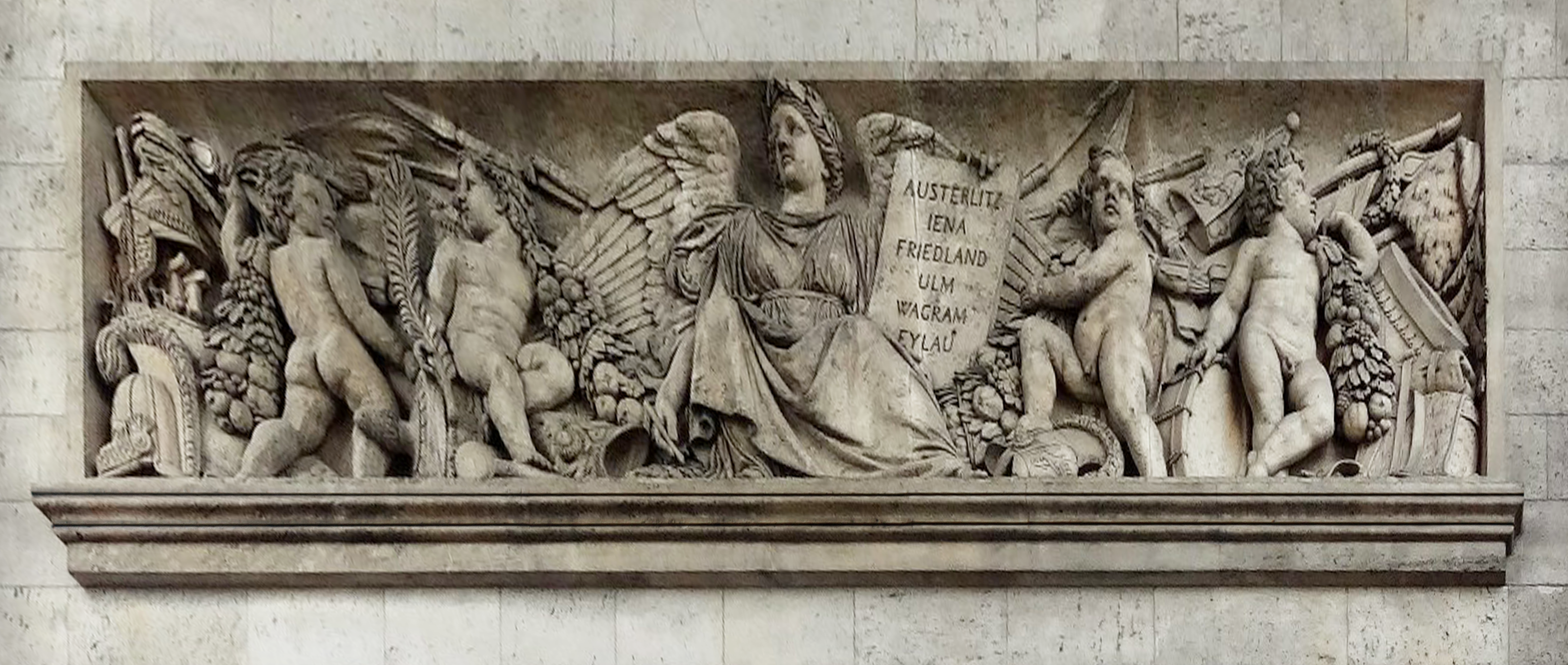
Vítězné odznaky na severu
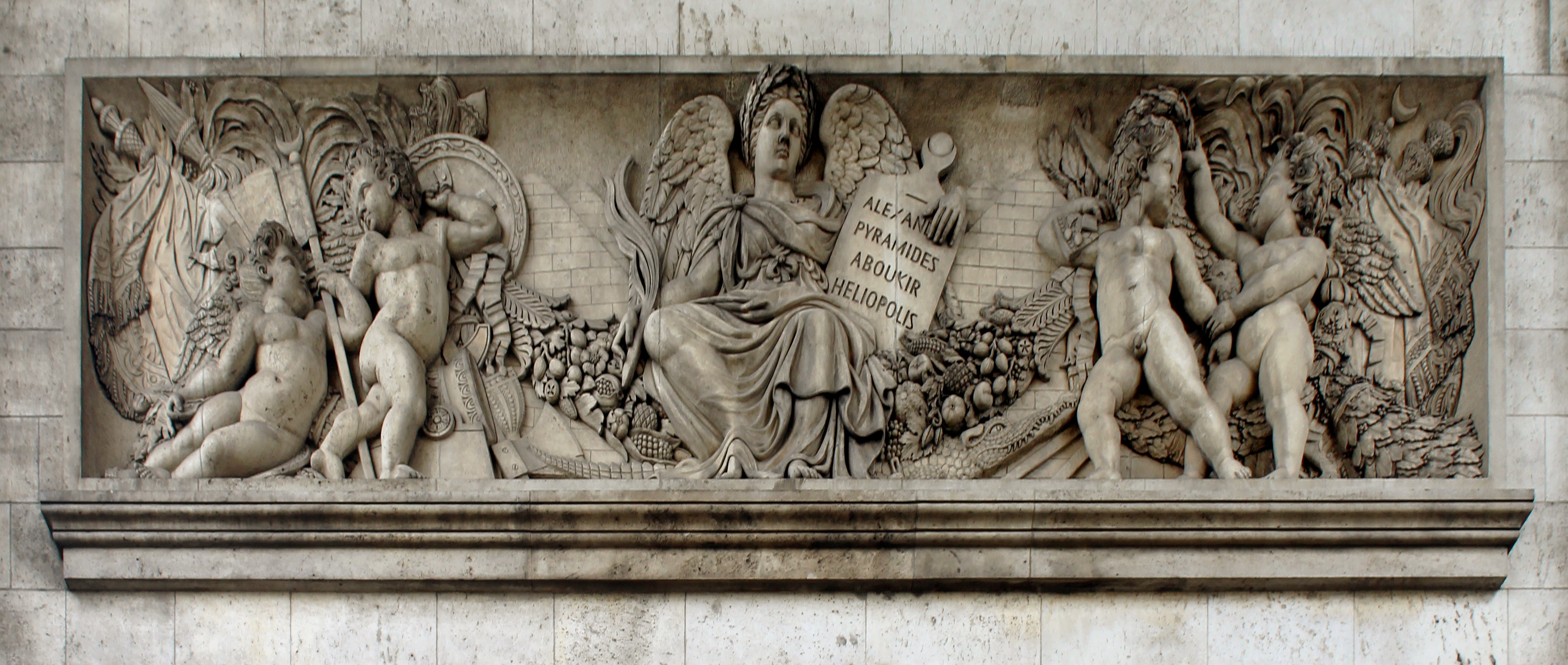
Vítězné odznaky na východě
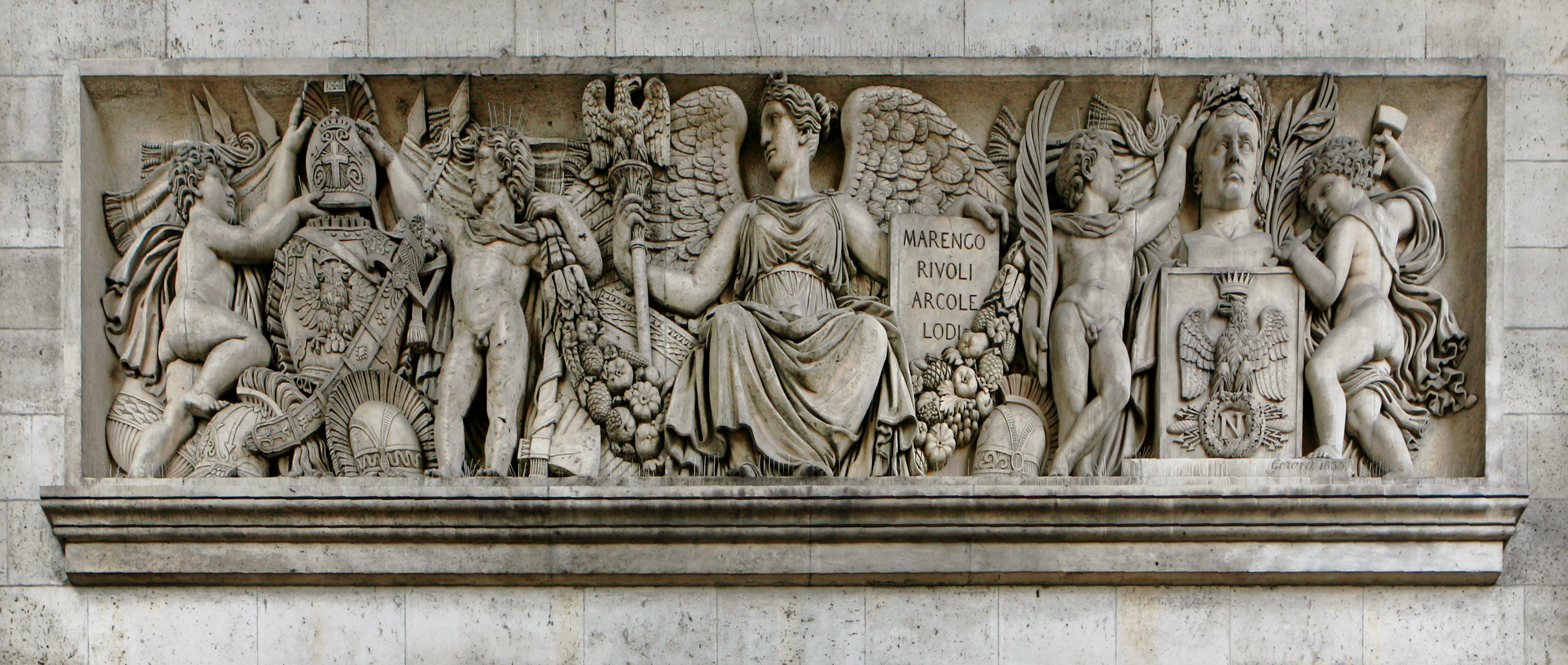
Vítězné odznaky na jihu
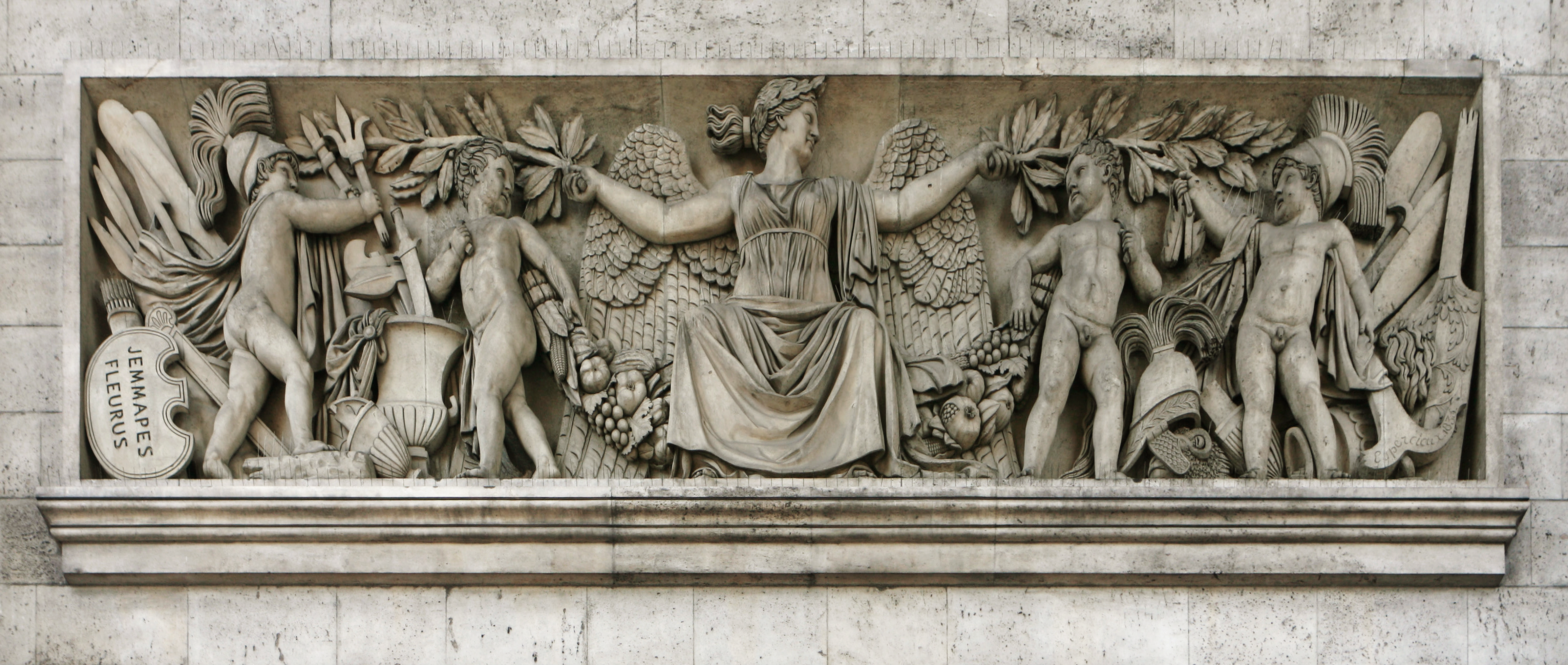
Vítězné odznaky na západě

Pod obloukem se nachází hrob neznámého vojína. Celý památník je obehnán stovkou sloupků symbolizujících Stodenní císařství.

## Galerie

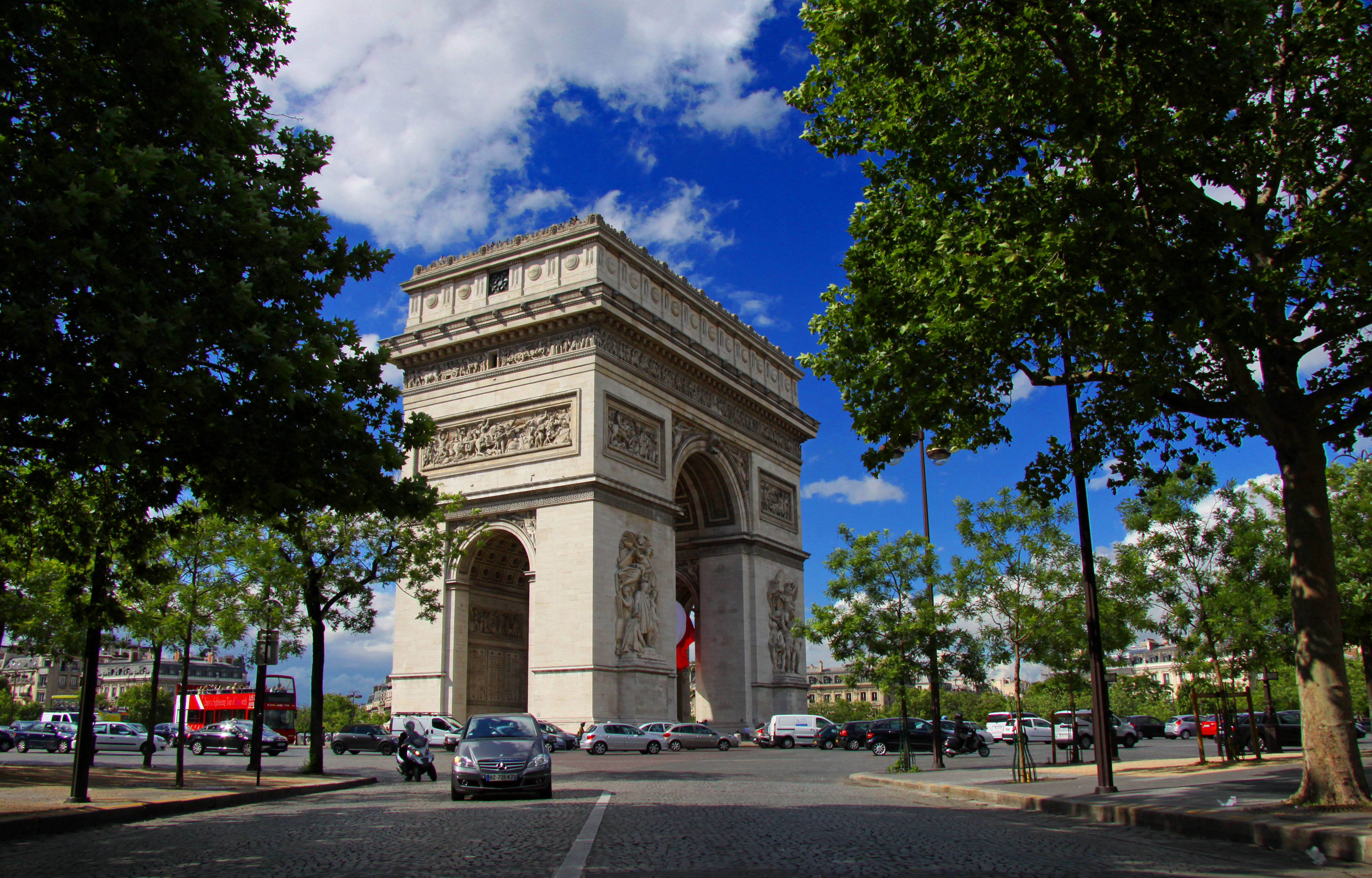
Place Charles-de-Gaulle
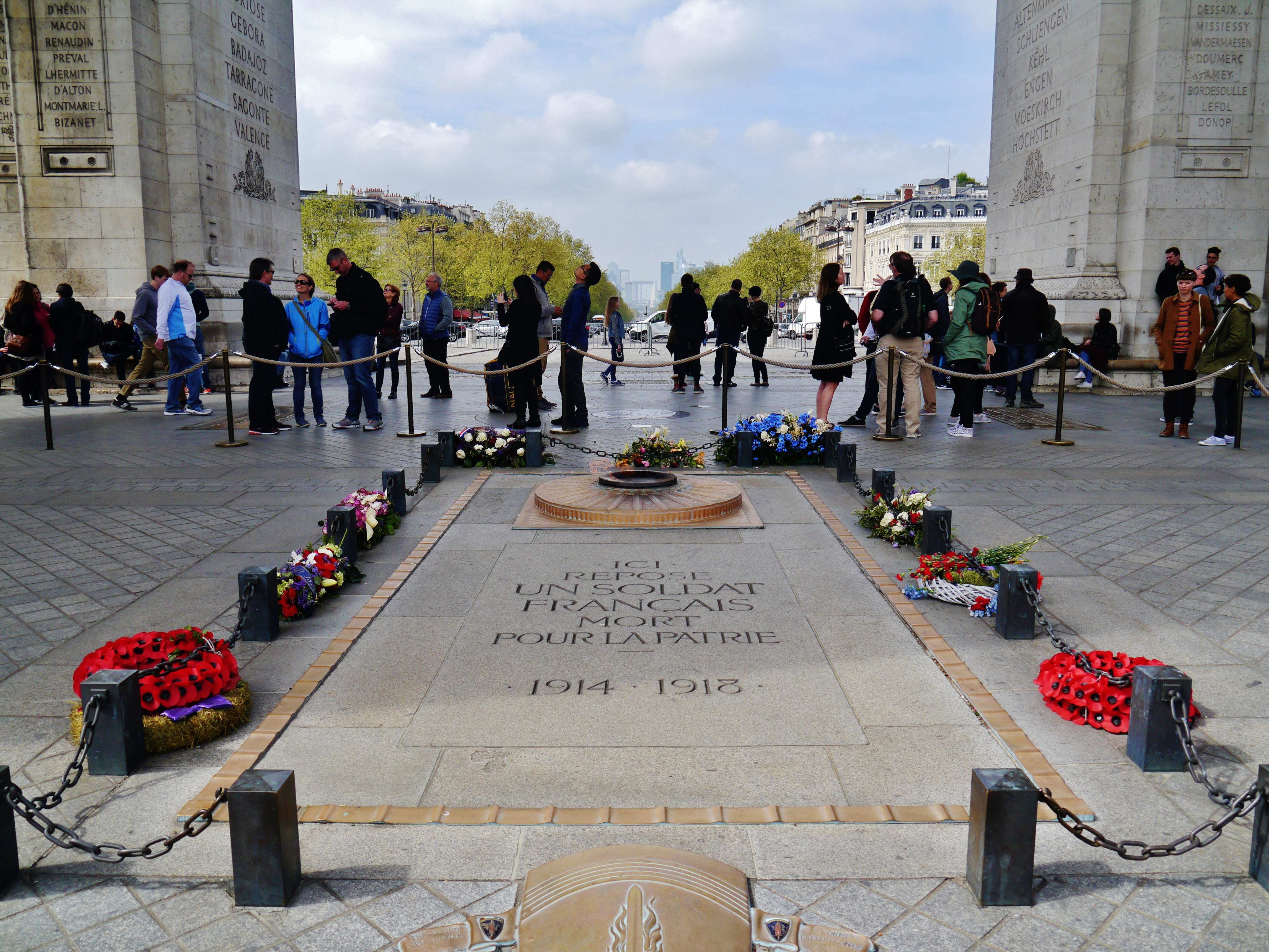
Hrob neznámého vojína
Vítězný oblouk v noci
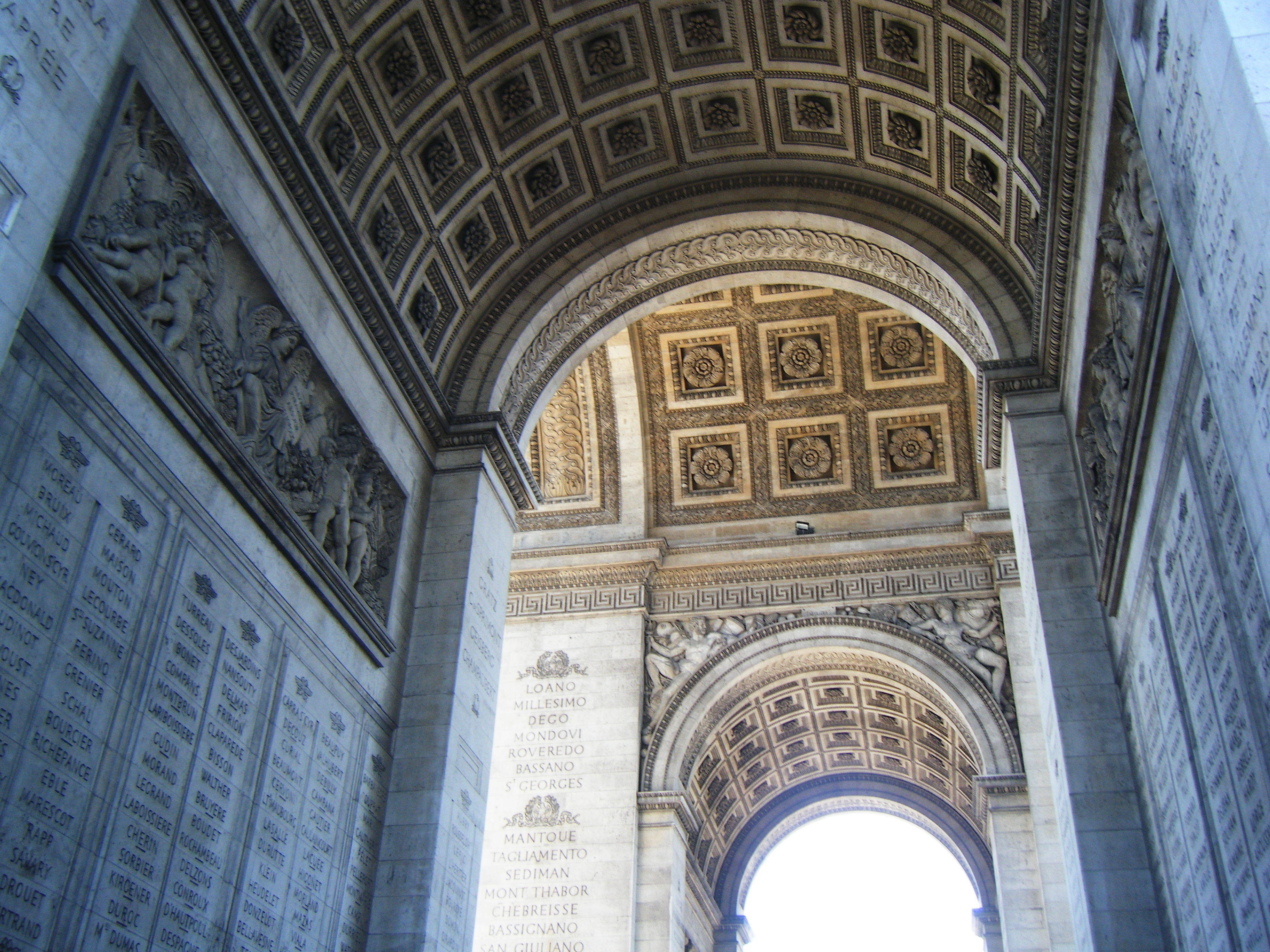
Vnitřní část malé arkády